# Долгий Віктор Костянтинович
Віктор Костянтинович Долгий (нар. 2 січня 2004, Донецьк, Україна) — український футболіст, воротар «Олесандрії».

## Життєпис
Народився в Києві. Футболом розпочав займатися 2015 року у броварському «Каскаді». У ДЮФЛУ виступав за столичні команди «Динамо» та Олімпійський фаховий коледж імені Івана Піддубного. Саме у складі футбольної команди коледжу й дебютував у дорослому футболі, 14 серпня 2021 року в програному (0:3) виїзному поєдинку аматорського чемпіонату України проти охтирського «Нафтовика». До початку повномасштабного вторгнення Росії на територію України встиг зіграти 7 матчів в аматорському чемпіонаті України. Першу половину сезону 2022/23 років виступав за «Дніпро-1» в юнацькому чемпіонаті України.
Наприкінці березня 2023 року перейшов до «Олександрія», у складі юнацької команди якої й завершив сезон 2022/23 років. Наступного сезону також регулярно грав за команду U-19. Вперше до заявки першої команди потарпив 30 липня 2023 року, на переможний (1:0) домашній поєдинок 1-го туру Прем'єр-ліги України проти криворізького «Кривбасу». Віктор просидів усі 90 хвилин на лаві запасних. У сезоні 2023/24 років 26 разів потрапляв до заявки на поєдинки Прем'єр-ліги України та на 1 матч національного кубку, але в жодному з них на поле не виходив.
Напередодні старту 2024/25 років для отримання ігрової практики переведений до відродженого фарм-клубу «городян», «Олександрії-2». У футболці вище вказаного клубу й дебютував у професійному футболі, 8 серпня 2024 року в переможному (2:1) виїзному поєдинку 1-го туру групи Б Другої ліги України проти «Гірника-Спорту». Долгий вийшов на поле в стратовому складі та відіграв увесь матч.